# Cuba
|  | Per a altres significats, vegeu «Cuba (desambiguació)». |

Cuba, oficialment la República de Cuba, és un Estat del mar Carib integrat per l'illa de Cuba —la més gran i la segona més poblada de les Antilles—, l'illa de la Juventud, i altres illes adjacents. Cuba és situada a la regió septentrional del mar Carib, a la confluència del golf de Mèxic i l'oceà Atlàntic, al sud dels Estats Units i les Bahames, a l'oest de les Illes Turks i Caicos i Haití i a l'est de Mèxic. Les illes Caiman i Jamaica són al sud.
Cuba es constitueix políticament com a Estat socialista de treballadors, des de la victòria de la Revolució Cubana, adoptant un sistema que, segons la constitució és una república democràtica, que en la pràctica funciona com a Estat socialista. La capital és l'Havana, amb més de dos milions d'habitants, i catorze ciutats passen dels cent mil habitants, entre les quals destaquen Santiago de Cuba, amb més de mig milió d'habitants, i Camagüey i Holguín, amb més de 300.000.

## Toponímia
El nom de Cuba prové del taïno, amb un origen i significat imprecisos, però que segons les fonts es pot traduir com a "on la terra fèrtil és abundant" (cubao), o "gran lloc" (coabana).

## Història
Antiga colònia espanyola des del segle xvi, la lluita per la independència va començar el 1868 i va encadenar insurreccions i guerres durant els següents 30 anys. Va culminar amb la Guerra d'Independència cubana del 1895, que en incorporar-s'hi els Estats Units el 1898 va evolucionar en la Guerra Hispano-estatunidenca. El desencadenant de l'entrada en guerra dels Estats Units va ser l'explosió del cuirassat USS Maine, atracat al port de l'Havana, el 15 de febrer de 1898. La premsa nord-americana va fer una forta pressió per culpar Espanya de l'explosió de la nau, creant el pretext que necessitaven els intervencionistes per declarar la guerra a Espanya. El president William McKinley va exigir la immediata retirada espanyola de Cuba i va enviar tropes americanes a l'illa. Després de l'ocupació nord-americana, es va concedir la independència el 1902, tot i que els Estats Units continuaven gaudint-hi de certs privilegis.
La revolta guerrillera (Revolució Cubana) contra la dictadura de Fulgencio Batista va comportar l'establiment del règim revolucionari castrista a partir de 1959.
Diversos grups d'exiliats a Miami, armats i entrenats pel govern dels Estats Units i amb el suport de la CIA i dels terratinents també exiliats, inicien una invasió militar sobre l'illa el 17 d'abril de 1961 a la zona de Playa Girón, però van ser fulgurantment derrotats en poques hores. L'intent d'invasió va provocar que el govern, inicialment nacionalista de Fidel Castro declarés el caràcter socialista de la Revolució Cubana, i que s'intensifiqués l'acostament de Cuba cap a l'URSS, que va quedar palès amb l'anomenada Crisi dels míssils de Cuba, el 1962.
El Partit Unit de la Revolució Socialista, fruit de la unió dels diferents grups que van encapçalar la insurrecció, entre ells el Moviment 26 de Juliol de Fidel, es convertí en el Partit Comunista de Cuba l'any 1965. El govern revolucionari cubà va haver de dedicar una part important dels recursos a la seva pròpia defensa, en lloc de prioritzar altres objectius que haurien estat socialment molt més útils
Aquests fets van conduir a una situació prebèl·lica entre els governs de Cuba i els Estats Units, que s'ha mantingut fins a l'actualitat, i un bloqueig econòmic, d'aliments i medicaments dels segons cap a la primera; bloqueig que ha estat reiteradament denunciat per l'Organització de les Nacions Unides gairebé per unanimitat i que, tanmateix, s'ha vist intensificat des del 1996 amb l'aprovació de la Llei Helms-Burton per part dels Estats Units.
Així mateix hi ha bastants indicis que apunten que el govern nord-americà ha intentat en diverses ocasions assassinar el president cubà, Fidel Castro.
Aquest bloqueig, acompanyat de la caiguda de la Unió Soviètica a començaments dels anys noranta del segle xx, va causar una important crisi econòmica a l'illa i propiciar a mitjans dels noranta, un moviment migratori cap a les costes de Florida protagonitzat pels balseros.
Recentment, l'increment dels ingressos turístics i els convenis de col·laboració amb el govern de Veneçuela (desplaçament de metges cubans voluntaris a Veneçuela en canvi de preus preferencials en el petroli veneçolà per a Cuba) han contribuït a una certa recuperació de l'economia cubana.

## Geografia física

### Orografia
Cuba és un arxipèlag d'illes del mar Carib. L'illa de Cuba n'és la principal, i està envoltada per quatre grups principals d'illes: los Colorados, Sabana - Camagüey, Los Jardines de la Reina i Canarreos. L'illa principal de Cuba és la més gran en superfície, amb 105.006 km², i la setena més gran del món. La segona illa més gran de Cuba és l'illa de la Juventud, al sud-oest, amb una àrea de només 3.056 km². La superfície total de Cuba és de 110.860 km².
Al sud-est hi ha la Sierra Maestra, una serralada de muntanyes brusques el punt més elevat de la qual és el Pic Turquino, amb 2.004 msnm. A l'oest hi ha la Sierra de los Órganos, amb una altitud màxima de 800 msnm. Al sud hi ha la Sierra de la Trinidad, o les muntanyes d'EScambray; el punt més alt n'és de 1.1.50 msnm. Al volant del 75% del territori és fèrtil; ja que la majoria de la terra és arable i accessible des del mar, Cuba té una posició única al Carib.

### Clima

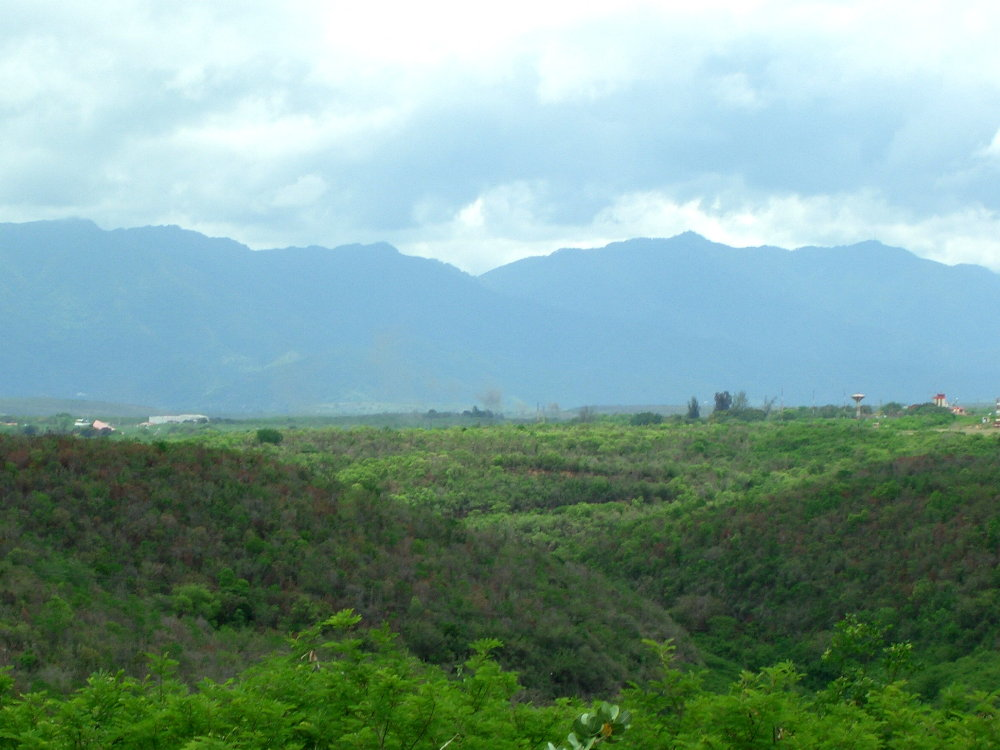
La Sierra Maestra

El clima de Cuba és tropical, sobretot a la regió occidental, però els vents freds del nord produeixen una oscil·lació tèrmica anual, més evident a la regió oriental. L'extensió geogràfica de Cuba i la varietat de les muntanyes, sabanes, pantans, platges i boscos tropicals que produeixen microclimes i diferències en temperatura, precipitació, fauna i flora. La temperatura mitjana és de 25 °C. La precipitació anual mitjana és de 1.320 mm; la temporada de pluges és de maig a octubre.

### Hidrografia
Cuba té més de dos centenars de rius, però només dos són navegables. El Cauto, al sud-est del país té una longitud de 343 km; el Tao és més curt, però més cabalós. Sagua la Grande, al centre de Cuba, s'utilitza per produir energia hidroelèctrica, així com diverses cascades situades a diverses regions del territori.

### Fauna i flora

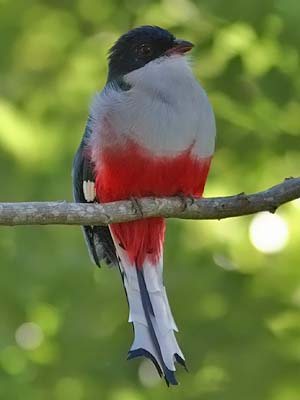
El Tocororo, Priotelus temnurus és l'au nacional de Cuba.

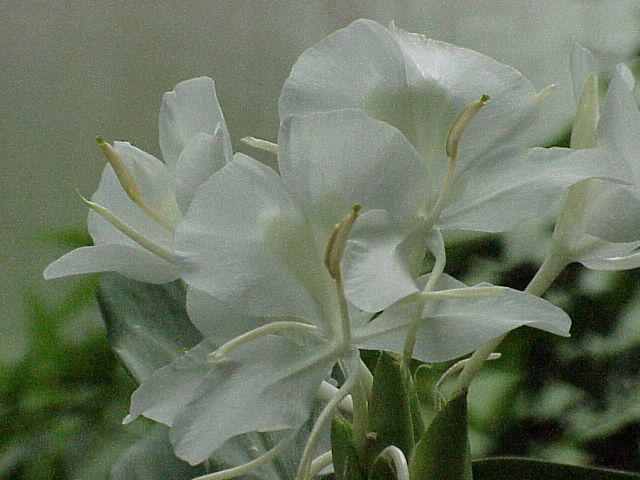
La flor nacional de Cuba és la Hedychium coronarium.

Alguna de les espècies de la fauna que destaquen a Cuba són els mamífers com els huties, diversos ratpenats, rèptils (Cuba posseeix una població important de cocodrils), amfibis (com per exemple, algunes de les espècies més petites de granotes del món), peixos i animals marins. La flora compte amb més de 6.500 espècies de plantes de llavor, de boscos, de plantes tropicals, de riu i arbres fruiters.
Als sòls abunden els insectes que fan proliferar en algunes zones els mamífers insectívors com l'almiquí. En els arbres hi ha llangardaixos anolis i huties. A més a més, hi ha presència de diverses aus endèmiques com el tocororo, Chlorostilbon ricordii i Aratinga euops. Als pantans hi habiten espècies característiques del país com cocodrils, Agelaius assimilis, Ferminia cerverai, Cyanolimnas cerverai i l'esplugabous.
Originalment, Cuba estava recoberta d'una espessa vegetació, però amb el pas del temps, principalment durant la dominació espanyola, va ser degrada per a desenvolupar l'agricultura. No obstant això, existeixen diversos programes per a la cura i el manteniment de boscos, que alberguen una gran diversitat. Les fustes de Cuba estan molt cotitzades; com per exemple el cedre, la caoba, entre d'altres.

## Política i govern

### Institucions de govern
Després de la promulgació de la constitució socialista de 1976, la República de Cuba es va definir com a república socialista. Aquesta constitució va ser reemplaçada per la constitució socialista de 1992, que declarava que es basava en les idees de José Martí, i les idees polítiques de Karl Marx, Friedrich Engels i Lenin. La constitució també descrivia el paper del Partit Comunista de Cuba (PCC) com l'"avantguarda organitzada de la nació cubana" i la "força dirigent superior de la societat i de l'Estat que organitza i orienta els esforços comuns cap als elevats fins de la construcció del socialisme i l'avanç cap a la societat comunista". El primer secretari del Partit Comunista entre 1965 i 2011, Fidel Castro, va ser primer ministre de 1959 a 1976, i després president fins al 2008. El seu germà, Raúl Castro, el va substituir com a primer secretari del partit entre 2011 i 2021, i com a president del Consell d'Estat de Cuba o president de la República del 2008 al 2018. Posteriorment va ser substuït per Miguel Mario Díaz-Canel, com a president del Consell d'Estat des d'octubre de 2019 i com a primer secretari del partit des d'abril de 2021 El president de Cuba és elegit per l'Assemblea Nacional, per un mandat de cinc anys, amb reelecció indefinida. La nova Constitució de 2019 "garanteix la continuïtat de la Revolució i sintetitza les aspiracions de tots els que han lluitat per una Cuba de justícia social. La potestat legislativa recau sobre l'Assemblea Nacional del Poder Popular, l'òrgan suprem de poder amb 609 membres electes per un mandat de cinc anys. La Cort Suprema de Cuba és la branca judicial més elevada del govern, i la cort d'últim recurs per a les apel·lacions de les corts provincials.

### Sistema electoral
L'octubre de 1992, el Parlament cubà va aprovar per unanimitat una nova llei electoral que, per primera vegada, va establir el vot directe i secret en les eleccions provincials i nacionals, tot i que només participa un candidat per cada càrrec. La decisió de modificar la constitució de 1976 va ser suggerida en el VI Congrés del Partit Comunista celebrat l'octubre de 1991, durant la difícil època econòmica que vivia l'illa després de la desarticulació de la Unió Soviètica.
Segons el sistema electoral cubà, els candidats en les eleccions no són elegits pels partits (que no existeixen en la pràctica, tot i que el Partit Comunista de Cuba existeix legalment, però és l'únic), ans mitjançant assemblees de cada barri o circumscripció electoral i en què qualsevol ciutadà pot proposar els seus candidats. A l'assemblea s'expliquen les qualitats de les persones que són proposades i en una votació a mà alçada dels veïns es decideixen les candidatures finals. La campanya electoral dels ciutadans elegits només consisteix en la publicació d'una breu biografia i una foto. En les eleccions poden votar tots els ciutadans majors de 16 anys, i s'elegeixen els candidats amb més de la meitat de vots. El recompte de vots és públic, pot ser observat per qualsevol ciutadà, cubà o estranger. El febrer de 1993 es van celebrar les primeres eleccions d'aquest tipus; podien participar-hi set milions i mig de cubans, i hi va votar el 97%.

### Relacions exteriors i defensa

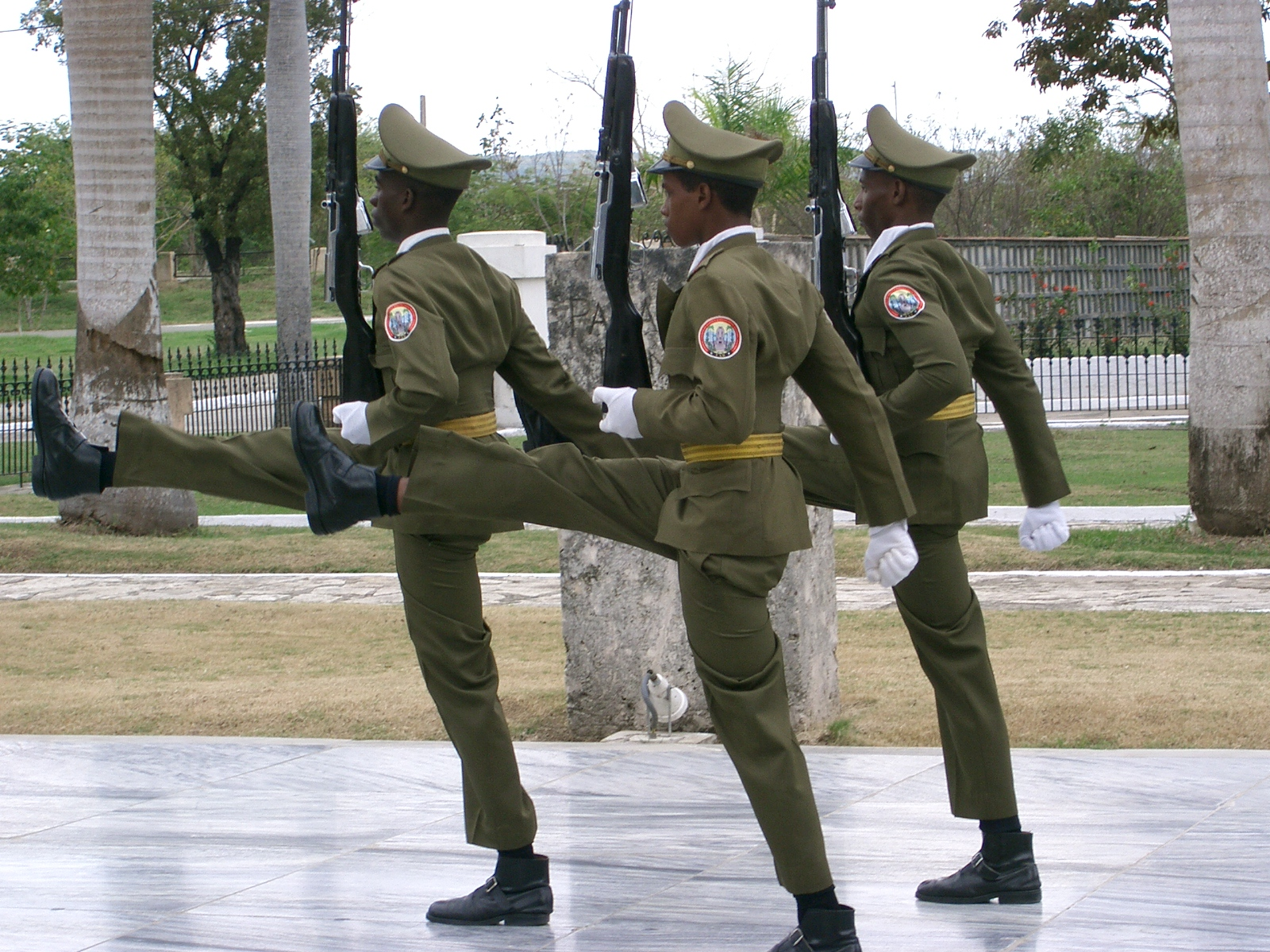
Membres de les Forces Armades Revolucionàries de Cuba

Arran de l'empresonament de gairebé un centenar d'opositors al govern, i l'afusellament de tres segrestadors d'una llanxa de passatgers l'any 2003 per emigrar als Estats Units, la Unió Europea va signar una resolució que va reduir dràsticament el nivell de les relacions diplomàtiques amb Cuba. El govern cubà, com a resposta, va eliminar tots els contactes diplomàtics amb la Unió Europea; el 2005, i sota la proposta del govern espanyol, les relacions es van reprendre.
Actualment, el govern de Cubà manté relacions estretes amb la República Popular de la Xina, Veneçuela, Bolívia, Equador, en general amb l'Amèrica Llatina, i amb Europa, principalment amb Espanya. Des de la Revolució cubana, Cuba va mantenir relacions estretes amb Mèxic, amb el qual continuava el comerç, en especial de petroli mexicà. Les relacions es van trencar durant la gestió de l'ex president Vicente Fox; es van reprendre el 2008, durant el govern de Felipe Calderón. Cuba té relacions diplomàtiques amb 180 països; té 143 missions diplomàtiques amb altres Estats: 113 ambaixades, una secció d'interessos, dos consolats generals, 19 consolats, 4 oficines diplomàtiques i 4 representacions davant els organismes multilaterals.
Segons el govern cubà, la base de la política exterior cubà són l'internacionalisme, l'antiimperialisme, la solidaritat i la unitat dels països del Tercer Món. A més condemna tota pràctica hegemònica, d'ingerència i discriminatòria en les relacions internacionals, així com qualsevol amenaça o l'ús de la força, l'adopció de mesures coercitives unilaterals, i qualsevol forma de terrorisme, incloent-hi el terrorisme d'Estat.
L'organisme encarregat de la defensa de país són les Forces Armades Revolucionàries de Cuba. Davant el que considerava una possible agressió militar, Fidel i Raúl Castro han mantingut una de les forces armades més grans d'Amèrica Llatina en proporció amb la població total del país. Tots els joves cubans de sexe masculí tenen l'obligació legal de complir el Servei Militar Actiu durant un o dos anys, si no s'han matriculat a un centre d'educació superior. El servei militar femení és voluntari. Amb la caiguda de la Unió Soviètica i l'Europa de l'Est, la defensa del país es va veure afectada pel tancament del subministrament d'armes.

### Subdivisió administrativa
Cuba es divideix, políticament i administrativament, en quinze províncies i un municipi especial. A més a més, totes les províncies se subdivideixen en municipis; en total en són 169.
| | |
| 1. Pinar del Río 2. Artemisa 3. L'Havana (anteriorment, Ciutat de l'Havana) 4. Mayabeque 5. Matanzas 6. Cienfuegos 7. Villa Clara 8. Sancti Spíritus | 1. Ciego de Ávila 2. Camagüey 3. Las Tunas 4. Granma 5. Holguín 6. Santiago de Cuba 7. Guantánamo 8. Illa de la Juventud (mun. esp.) |

## Economia
| Exportacions a  | Exportacions a | Importacions de | Importacions de |
| Estat           | Percentatge    | Estat           | Percentatge     |
| --------------- | -------------- | --------------- | --------------- |
| Països Baixos   | 25,8%          | Veneçuela       | 15,2%           |
| Rússia          | 21,1%          | Itàlia          | 14,5%           |
| Veneçuela       | 18,3%          | Espanya         | 13,7%           |
| Canadà          | 13,3%          | França          | 6,5%            |
| R.P. de la Xina | 10%            | Canadà          | 5,7%            |
| Espanya         | 6,8%           | R.P. de la Xina | 5,3%            |
| Altres          | 4,7%           | Altres          | 39,1%           |

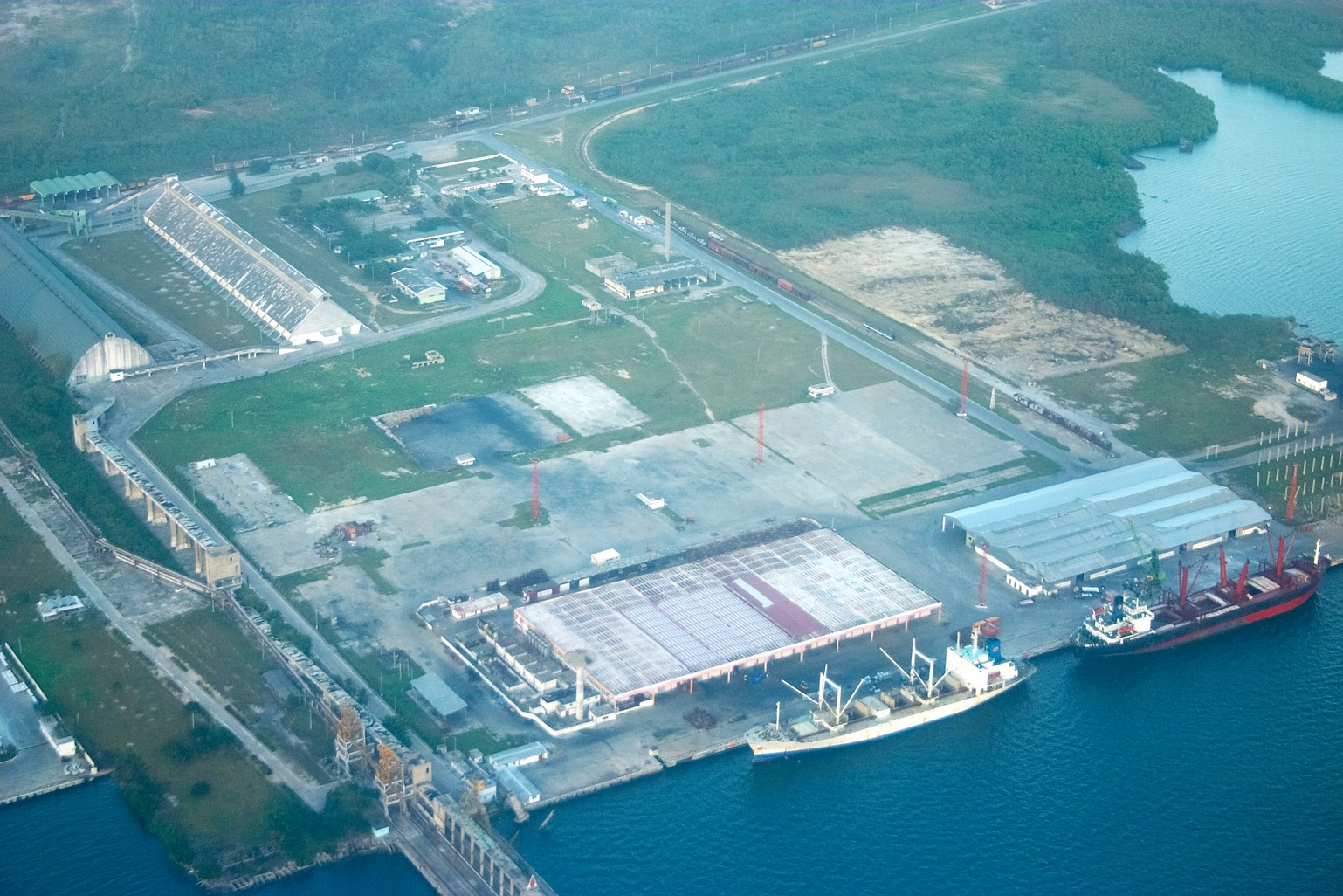
Industria a Cienfuegos

Des del 1959, el sistema politicoeconòmic de Cuba ha estat identificat amb el marxisme-leninisme. Per tant, la majoria dels mitjans de producció són sota el control directe del govern així com ho està la força laboral. El 85,2% de la població en edat de treballar té un nivell d'educació mitjà-superior i el 30% són professionals tècnics, dels quals el 61,3% són dones. El percentatge de treballadors del sector públic ha caigut d'un 91% el 1981 al 76% el 2000. Des de mitjan dècada de 1990, el sector privat ha anat creixent, si bé en general com a treballadors autònoms.
Des del 1959, les relacions comercials del país s'han deteriorat. A més a més, el consum calòric de la població, i el nombre de cases disponibles per a la població també s'ha deteriorat. La caiguda de la Unió Soviètica, principal subministrador i mercat de Cuba va inaugurar el que s'ha conegut com el Període Especial. Per superar la crisi, causada per la fi del Consell d'Ajut Econòmic Mutu, el govern va promoure la inversió de capital estranger, signant acords amb la Xina, Itàlia, el Canadà i Veneçuela, entre d'altres. Les inversions del capital estranger, tanmateix, requereixen l'aprovació del govern.
Les monedes oficials són el peso cubà, (CUP, dividit en 100 centaus) i el peso cubà convertible (CUC). La conversió entre el CUP i el CUC és de 25 CUP per cada CUC. El 15 de març de 2016, Obama autoritza l'ús del dòlar.

## Geografia humana i societat

### Dinàmica poblacional
| Anys      | Natalitat | Mortalitat | Esperança mitja de vida |
| --------- | --------- | ---------- | ----------------------- |
| 1950-1955 | 29,7      | 11,1       | 59,5                    |
| 1960-1965 | 35,1      | 8,8        | 64,5                    |
| 1970-1975 | 26,7      | 6,5        | 71                      |
| 1980-1985 | 16,2      | 6,4        | 73,9                    |
| 1990-1995 | 14,9      | 6,8        | 75,3                    |
| 2000-2005 | 11,7      | 7,2        | 78                      |

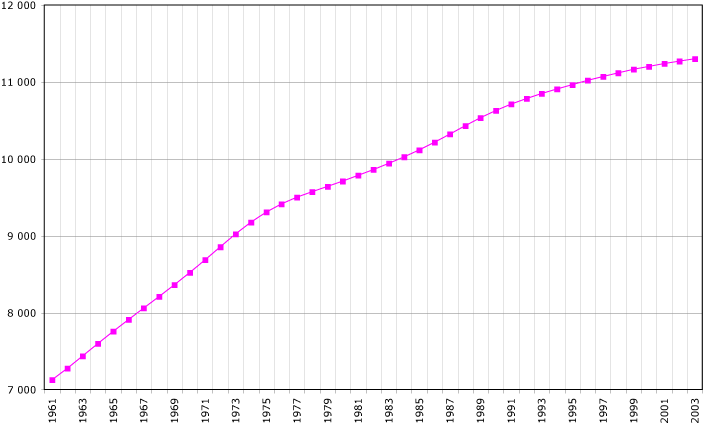
Evolució de la població cubana entre el 1961 i el 2003 (dades de la FAO del 2005). Població en milers d'habitants.

Segons l'Oficina Nacional d'Estadístiques de Cuba, el 2002, Cuba tenia 11.117.743 d'habitants, dels quals 5.597.233 eren homes i 5.580.510 dones. La població cubana s'ha mantingut estable al llarg del segle xx; tot i que la immigració va contribuir al seu creixement, a partir de la dècada de 1960, el nombre d'emigrants ha superat el nombre de nouvinguts. La majoria dels emigrants se n'han anat als Estats Units, al Canadà a les Bahames, Jamaica, Espanya i a Mèxic.
Principals indicadors demogràfics (2004):
- Taxa de natalitat: 11‰ (per mil habitants)
- Taxa de mortalitat: 7‰
- Taxa de mortalitat infantil: 6‰[27]
- Esperança de vida dels homes: 75 anys
- Esperança de vida de les dones: 79 anys
- Taxa d'alfabetització dels homes: 99,7%[28]
- Taxa d'alfabetització de les dones: 99,7%[28]
- Índex de Desenvolupament Humà (2007): 0,838 (51a posició mundial)[27]

El 2008, la taxa estimada de creixement de la població era del 0,251%, la taxa de natalitat era d'11,27 nens per cada 1.000 habitants, la taxa de mortalitat era de 7,19 per cada 1.000, i la taxa neta de migració era de -1,57/1000 migrants.

### Etnografia
Els pobles amerindis originals, els guanahatabeys i els ciboneys, així com els taïnos, n'han sobreviscut només unes quantes famílies a la Sierra del Purial. Després de l'arribada dels conqueridors espanyols, diversos grups ètnics s'hi van establir, principalment europeus, africans, i grups molt menys nombrosos de xinesos, jueus i yucatecs (de la península de Yucatán, Mèxic), tots els quals han creat una societat culturalment heterogènia. Els blancs descendents europeus, la majoria de la península Ibèrica constitueixen el 64,1%, les persones d'origen mixta (majoritàriament mulata) el 26,6% i el 9,3% són negres. La majoria descendents dels esclaus portats des del segle xvi fins al segle xix. Els xinesos només representen una petita fracció de la població; van arribar el segle xix, com a mà d'obra.

### Religió
No hi ha xifres oficials sobre la religió dels cubans. Abans de la revolució, mes del 85% dels cubans eren catòlics, actualment s'estima que són al voltant del 60%, almenys nominals, els cristians protestants són al voltant del 2% (avui dia el protestantisme està influint en la nació) a més el 3,4% són testimonis de Jehovà. Prop del 22,6% dels cubans creuen en algun Déu però sense afiliació religiosa, els ateus són al voltant del 10% i el 2% estan indefinits. Al voltant de dos terços de la població practica la santeria.

## Cultura

### Música i danses
Entre els gèneres tradicionals es troben el son i el guaguancó. En el segle xx es popularitzà altres ritmes més ballables, entre ells el chachachá, el mambo, la salsa i el danzón. Actualment es ballen encara gran part d'aquests ritmes i es practiquen en les cases de cultura. Entre els més ballats actualment es troben la conga i la rueda de casino.

### Literatura
La literatura de parla hispana en el territori cuba, s'inicià amb la conquesta i colonització espanyola. Els conquistadors portaren cronistes que redactaven i descrivien tots els esdeveniments importants, encara que des d'una visió espanyola i dirigida a un públic lector espanyol. El cronista més important que arribà a Cuba en segle xvi i fou Bartolomé de las Casas autor d'Historia de las Indias, entre d'altres.

### Esports
Cuba destaca en esports com el beisbol, boxeig, judo, atletisme i voleibol. Aquest últim va quedar patent en els últims jocs panamericans on Cuba sortí victoriosa davant de Brasil. Cuba és un país conegut pel llançament de javelina, amb un cinquè lloc en els Jocs Olímpics del 2008. En aixecament de pesos Yohandriz Hernández va aconseguir carregar 215 quilograms en els passats Jocs Olímpics de Beijing. Cuba aconseguí quedar subcampiona mundial en el primer Clàssic Mundial de Beisbol de l'any 2006.

### Pintura
La pintura de Cuba començà a destacar a principis del segle xx. Entre els principals pintors es troben Wilfredo Lam, el qual té obres seves exposades al Museu d'Art Modern de Nova York i en el Museu Reina Sofia de Madrid, René Portocarrero, Amelia Peláez i Carlos Enríquez. Els pintors actuals més destacats hi ha Tomás Sánchez, Humberto Jesús Castro García, José Bedia, Arturo Cuenca, Nelson Domínguez, Roberto Fabelo i Alexis Leyva.

### Cinema i teatre
El cinema cubà s'ha caracteritzat per pel·lícules amb pocs recursos econòmics al llarg del segle xx, on destaca: La muerte de un Burócrata, Memorias del Subdesarrollo, Caravana, Se permuta, Fresa y Chocolate i La Bella del Alhambra. Entre les pel·lícules més recents destaquen La Edad de la Peseta, Viva Cuba i Madrigal.

### Arquitectura
L'arquitectura a Cuba es començà a desenvolupar principalment a l'etapa colonial, amb la influència del barroc espanyol. Les cases d'aquesta època, tenien un pati interior o central i estaven cobertes de reixes. Existeixen magnífiques construccions religioses com ara el convent de San Francisco de l'Havana. A més a més, per a la defensa es van fer grans forts prevenint l'atac de pirates i bucaners. A l'etapa republicana es van construir grans edificis com El Capitolio, calcat a imatge del de Washington, i altres grans edificis com el Focsa i l'Havana Hilton posteriorment Havana Lliure.
Després del triomf de la Revolució l'arquitectura va sofrir una forta influència soviètica amb la constant presència de la simetria i l'estalvi de l'espai. En aquest període es van construir barris sencers a l'estil dels barris obrers de Moscou o Minsk. En caure el mur de Berlín l'arquitectura va rebre corrents més diverses i es va produir el boom dels hotels 5 estrelles d'impressionants façanes de vidre i acer a l'estil dels moderns gratacels de Manhattan o d'altres metròpolis llatinoamericanes com Mèxic D.F. o Caracas. També s'ha dut a terme un procés de restauració de l'anyenc centre històric de la ciutat que compta amb grans baluards arquitectònics de tots els corrents i tendències des del barroc fins a l'art eclèctic.

### Gastronomia
La gastronomia de Cuba és una fusió entre la cuina espanyola, africana i del Carib. Les receptes cubanes utilitzen les espècies i les tècniques de la cuina espanyola i africana combinades, amb una certa influència caribenya i en espècies i sabors. Existeix la influència dels esclaus africans que cultivaven, principalment canya de sucre de les plantacions. Les plantacions de tabac van ser habitades majoritàriament per pagesos espanyols pobres, sobretot de les Canàries. La zona est de l'illa també va rebre quantitats massives d'immigrants francesos, haitians i del Carib, principalment durant la revolució haitiana; així com treballadors estacionals per a la collita de la canya de sucre, sobretot d'espanyols, durant els anys 1950. Aquest fet va implicar que la cuina cubana es convertís en una cosa locament tradicional.
Entre els aliments més menjats estan l'arròs, les viandes (principalment del plàtan), els llegums i la carn de porc. Entre els plats típics es troba el congrí, elaborat amb un caldo de fesols i arròs. Hi ha també els tamales (el blat de moro és un plat des dels aborígens cubans amb l'encara menjat casabe) i tostones i mariquitas realitzades amb plàtans de vianda. A les festes el més buscat i utilitzat és el típic porc rostit en vara de foc lent.